# Mercado de San Ildefonso
El Mercado de San Ildefonso fue un mercado de abastos de Madrid situado en la que luego sería plazuela de San Ildefonso, dentro del chispero barrio de Maravillas. Fue uno de los primeros edificios de este género en desaparecer tras permanecer activo más de un siglo, desde 1835 hasta 1970, año en que fue derribado.

## Historia
La zona fue desde comienzos del siglo XVIII un mercado callejero de venta de frutas, verduras y pescado, que se extendía por las Correderas Alta y Baja, y cuya falta de higiene acabó obligando al Ayuntamiento a encargar en 1835 al arquitecto Lucio Olavieta la construcción del que sería el primer mercado cubierto de Madrid.
En 1885, con la aparición de brotes de cólera en España se produjeron revueltas en la zona tras la aparición de carros desinfectantes cargados de sal y azufre.